# انفجار الغاز

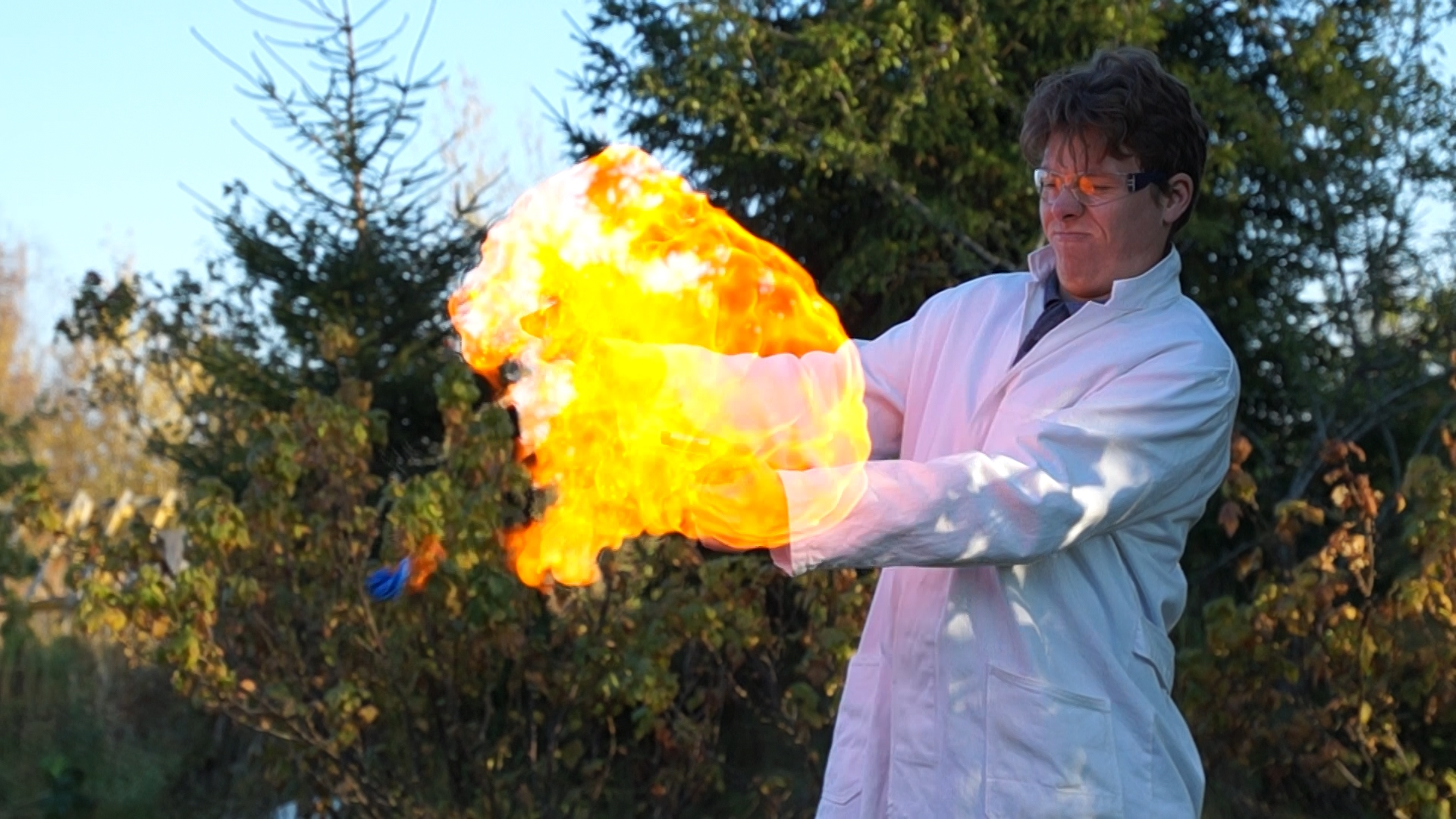
بالون مملوء بالهيدروجين الغازي ينفجر.

الانفجار الغازي هو اشتعال مزيج من الهواء والغاز القابل للاشتعال، وعادةً ما يكون ناتجًا عن تسرب غازي. في الحوادث المنزلية، تكون الغازات المتفجرة الرئيسية هي تلك المستخدمة لأغراض التدفئة أو الطهي، مثل الغاز الطبيعي والميثان والبروبان والبيوتان. أما في الانفجارات الصناعية، فتشمل العديد من الغازات الأخرى، مثل الهيدروجين، بالإضافة إلى الأبخرة المتطايرة من البنزين أو الإيثانول، والتي تلعب دورًا مهمًا. يمكن منع الانفجارات الغازية الصناعية من خلال استخدام حواجز أمان جوهرية لمنع الاشتعال، أو من خلال استخدام مصادر طاقة بديلة.

## الحدود الانفجارية الدنيا والعليا
يعتمد احتراق مزيج الهواء والغاز على نسبة الوقود إلى الهواء. ولكل نوع من الوقود، يحدث الاشتعال فقط ضمن نطاق معين من التركيز، يُعرف بالحدين الأدنى والأعلى للاشتعال. على سبيل المثال، بالنسبة للميثان وأبخرة البنزين، يكون هذا النطاق 5-15% و1.4-7.6% من الغاز إلى الهواء، على التوالي. لا يمكن أن يحدث انفجار إلا عندما يكون تركيز الوقود ضمن هذه الحدود.

## قائمة لحوادث انفجارات الغاز

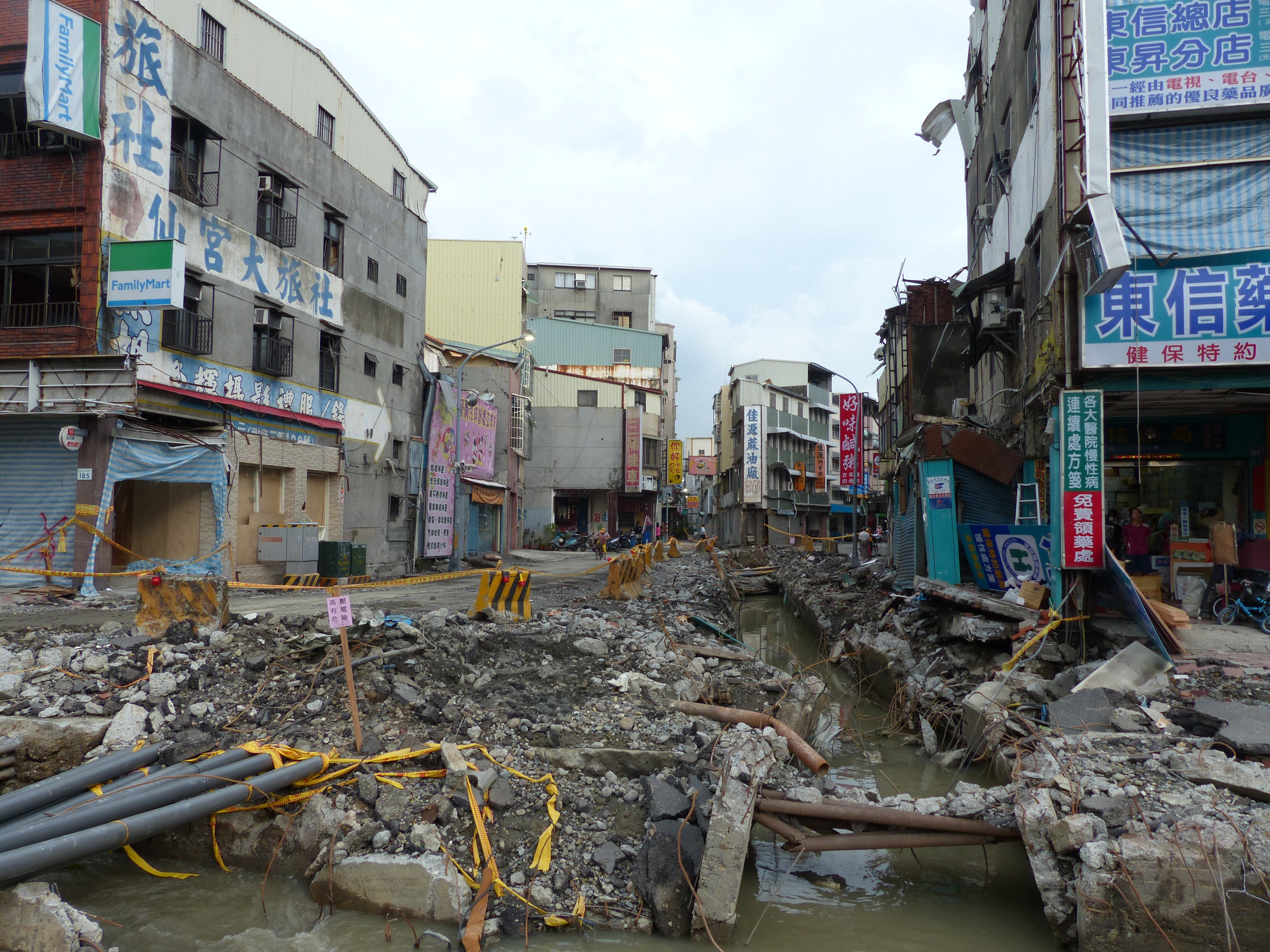
الطرق المتضررة بعد انفجارات الغاز في كاوهسيونج ، تايوان ، في 31 يوليو 2014.

### 1900–1950
- قُتل عضو البرلمان الفيدرالي الأسترالي جورج إدواردز وميكانيكي غاز في الرابع من فبراير عام 1911، عندما انفجر مقياس غاز في ممتلكات إدواردز في تيرامورا، نيو ساوث ويلز .[2][3]
- وقع انفجار خزان الغاز في بيتسبرغ في صباح يوم 14 نوفمبر 1927، في الجانب الشمالي من بيتسبرغ . انفجر خزان غاز كبير، ما أدى إلى مقتل 28 شخصًا وإصابة المئات.
- وقعت كارثة منجم ماثر في 19 مايو 1928 في ماثر، بنسلفانيا . أدى انفجار غاز الميثان والغبار إلى مقتل 195 رجلاً.[4][5]
- وقع انفجار مدرسة نيو لندن في 18 مارس 1937، عندما تسبب تسرب الغاز الطبيعي في حدوث انفجار، مما أدى إلى تدمير مدرسة نيو لندن في مدينة نيو لندن، تكساس . وأدت الكارثة إلى مقتل ثلاثمائة طالب ومعلم.
- وقع انفجار الغاز في كليفلاند شرق أوهايو بعد ظهر يوم الجمعة 20 أكتوبر 1944. وأدى تسرب الغاز والانفجار والحرائق الناتجة عن ذلك إلى مقتل 130 شخصًا وتدمير منطقة تبلغ مساحتها ميلًا مربعًا واحدًا على الجانب الشرقي من مدينة كليفلاند بولاية أوهايو .

### 1950-2000
- في 31 أكتوبر 1963، وقع انفجار الغاز في ساحة معارض ولاية إنديانا (المعروفة لاحقًا باسم كوليسيوم مزارعي إنديانا) خلال الليلة الافتتاحية لعرض هوليداي أون آيس، مما أسفر عن مقتل 81 شخصًا وإصابة قرابة 400 آخرين.[6] كان السبب انفجارًا ناتجًا عن تسرب خزان غاز البروبان.[7]
- في 1 مارس 1965، وقعت كارثة لاسال هايتس عندما تسببت شقوق في خط الغاز في حي سكني منخفض التكلفة بالقرب من مونتريال، كيبيك، في مقتل 28 شخصًا وإصابة العشرات.
- في 9 يناير 1968، في ريدينغ، بنسلفانيا، أسفر انفجار عن مقتل تسعة أشخاص وتدمير منزلين. وأفاد متحدث باسم شركة الغاز بأن العمال الذين كانوا يحفرون في الشارع لإصلاح أنبوب مياه اصطدموا بأنبوب غاز قبل وقت قصير من الانفجار.[8]
- في 6 أبريل 1968، وقع انفجار ريتشموند، إنديانا في وسط ريتشموند، إنديانا. وقعت انفجاران؛ الأول بسبب تسرب الغاز الطبيعي، والثاني بسبب البارود والذخيرة داخل متجر للسلع الرياضية. وأسفر الحادث عن مقتل 41 شخصًا وإصابة أكثر من 150 آخرين، كما تعرضت أربع ساحات في وسط المدينة لأضرار جسيمة بسبب الانفجار أو الحريق الناتج عنه.
- رونان بوينت كان برجًا سكنيًا من 23 طابقًا في نيوهام، شرق لندن. في 16 مايو 1968، تسبب انفجار غازي في انهيار زاوية كاملة من المبنى، مما أدى إلى مقتل أربعة أشخاص وإصابة آخر بجروح قاتلة.
- في 8 أبريل 1970، وقع انفجار غازي أثناء أعمال البناء في محطة مترو أوساكا Tenjimbashisuji Rokuchōme في كيتا-كو، أوساكا، اليابان، مما أدى إلى مقتل 79 شخصًا وإصابة 420 آخرين، وتدمير 495 مبنى.[9]
- في 21 أكتوبر 1971، وقع انفجار كلاركسون نتيجة تراكم الغاز أسفل مركز تسوق، مما أدى إلى مقتل 22 شخصًا وإصابة نحو 100 آخرين.
- في 23 أكتوبر 1980، وقع انفجار بروبان في مدرسة مارسيلينو أوغالدي الابتدائية في أورتويلا، فيزكايا، إسبانيا، وأسفر عن مقتل 50 طالبًا وثلاثة بالغين وإصابة 128 شخصًا.[10]
- في 23 مايو 1984، وقعت كارثة آبيستيد عندما تسرب غاز الميثان إلى أنابيب المياه، مما أدى إلى انفجار أسفر عن مقتل 16 شخصًا وإصابة 22 آخرين.
- في 24 مارس 1986، وقع انفجار غاز في لوسكو، المملكة المتحدة، لم يسفر عن قتلى ولكنه تسبب في دمار واسع للممتلكات، مما دفع الحكومة البريطانية إلى إصدار تشريعات بشأن مواقع الطمر والنفايات لمنع تسرب الغاز.
- في يوليو 1988، أدى انفجار منصة ألفا التابعة لشركة أوكسيدنتال بتروليوم في بحر الشمال، نتيجة تسرب غازي، إلى مقتل 167 شخصًا.
- في 25 مايو 1989، أثناء إزالة الأنقاض من كارثة قطار سان برناردينو، التي قتلت أربعة أشخاص ودمرت عدة منازل، تضرر جزء من خط أنابيب كالنيف، مما أدى إلى انفجار أسفر عن مقتل شخصين وتدمير 11 منزلًا.
- في 3 يونيو 1989، وقعت كارثة قطار أوفا عندما تسبب تسرب غازي من أنبوب معطوب في انفجار هائل أثناء مرور قطارين، مما أدى إلى مقتل 575 شخصًا.
- في 7 أبريل 1992، تسبب تسرب غاز البترول المسال من كهف تخزين ملحي قرب برينهام، تكساس في انفجار هائل أدى إلى مقتل ثلاثة أشخاص وإصابة 21 آخرين. كان الانفجار قويًا لدرجة أنه سُمع في هيوستن.[11]
- في 22 أبريل 1992، وقع انفجار غازي مدمر في غوادالاخارا، المكسيك، حيث أدى تسرب الغاز إلى سلسلة من الانفجارات استمرت لأربع ساعات، وأسفرت عن مقتل 206 أشخاص وإصابة نحو 500 آخرين، وترك 15,000 شخص بلا مأوى، وتدمير عدة كيلومترات من الشوارع.
- في 29 أبريل 1995، وقع انفجار غازي في موقع إنشاء مترو الأنفاق في سانجين-دونغ، دايغو، كوريا الجنوبية بعد أن أشعلت شرارة من معدات البناء الغاز المتسرب من أنبوب متضرر، مما أدى إلى مقتل 101 شخص وإصابة 202 آخرين.[12]
- في 21 نوفمبر 1996، وقع انفجار في متجر هومبيرتو فيدال في ريو بيدراس، بورتوريكو، مما أدى إلى مقتل 33 شخصًا وإصابة 69 آخرين عندما انهار المبنى. يُعتبر هذا الحادث واحدًا من أسوأ الكوارث في تاريخ الجزيرة.
- في 11 سبتمبر 1998، اندلع حريق ضخم في محطة تعبئة غاز البترول المسال في بوتشون، كوريا الجنوبية، مما تسبب في انفجارات عنيفة[13] أسفرت عن مقتل شخص واحد وإصابة 83 آخرين.
- في 11 ديسمبر 1998، وقع انفجار غازي في سانت كلاود، مينيسوتا، مما أدى إلى مقتل أربعة أشخاص.
- في 1 فبراير 1999، تسبب انفجار غازي في مجمع فورد ريفر روج في ديربورن، ميشيغان، في مقتل ستة موظفين وإصابة أكثر من 24 آخرين.[14]
- في ديسمبر 1999، وقع انفجار غازي في لاركهال، جنوب لاناركشاير، اسكتلندا، أدى إلى تدمير منزل بالكامل وتضرر أربعة منازل أخرى بشدة، وأسفر عن مقتل عائلة مكونة من أربعة أفراد كانوا يعيشون في المنزل المنفجر. تم تغريم شركة ترانسكو غاز 15 مليون جنيه إسترليني بعد أن تبين أن السبب كان أنبوب غاز متآكل بشدة خارج المنزل مباشرة.[15]

### 2000
- في 19 أغسطس 2000، انفجر خط أنابيب لنقل الغاز الطبيعي واندلع حريق أدى إلى مقتل 12 من المعسكرين بالقرب من كارلسباد، نيو مكسيكو .[16]
- في 17 يناير 2001، تسرب الغاز الطبيعي المخزن تحت الأرض في هتشينسون بولاية كانساس إلى كهوف محلول ملحي فارغة. ونتج عن التسرب انفجاران. أدى أحدها إلى تدمير منشأتين تجاريتين وإلحاق أضرار بـ 26 أخرى. أدى انفجار آخر إلى تدمير مقطورة مما أسفر عن مقتل شخصين. تشكلت الحفر والتسربات الغازية في جميع أنحاء المدينة، وكان لا بد من حرق الغاز ببطء.[17]
- في 16 مارس 2004، أدى انفجار غازي في مبنى سكني في أرخانجيلسك ، روسيا، إلى مقتل 58 شخصًا. وذكرت التقارير أن فني غاز سابق تسبب في الانفجار بسبب خلاف مع أصحاب عمله السابقين.
- في 11 مايو 2004، تم تدمير مصنع ستوكلاين للبلاستيك في منطقة ماري هيل في غلاسكو بسبب انفجار غاز . وقد توصل تقرير صادر عن إدارة الصحة والسلامة إلى أن السبب هو اشتعال الغاز من أنبوب مكسور. قُتل تسعة أشخاص وأصيب 37 آخرون، 15 منهم في حالة خطيرة.
- في 30 يوليو 2004، انفجر خط أنابيب الغاز الطبيعي في غيسلينجين ، بلجيكا. وكان التسرب نتيجة للأضرار الناجمة عن أعمال بناء سابقة. وأسفر الانفجار والحريق عن مقتل 24 شخصا وإصابة 132 آخرين.
- أدى خروج قطار عن مساره في فياريجيو عام 2009 ، في فيرسيليا بإيطاليا، إلى مقتل 33 شخصًا بسبب انفجار غاز البترول المسال الذي كان موجودًا في إحدى عربات القطار.

### 2010
- 9 سبتمبر 2010: في سان برونو، كاليفورنيا، إحدى ضواحي سان فرانسيسكو، تسبب تسرب غاز وانفجار في مقتل 8 أشخاص، واحتراق 53 منزلًا، وتضرر أكثر من 120 منزلًا.[18]
- 10 فبراير 2011: في ألينتاون، بنسلفانيا، أدى انفجار غازي إلى مقتل 5 أشخاص وتدمير مبنى بالكامل.[19]
- 5 فبراير 2012: في ولاية واشنطن، أقدم جوش باول على قتل نفسه وطفليه في انفجار غازي داخل منزله.[20]
- 14 أغسطس 2012: في برينتوود، نيويورك، أدى انفجار غازي مشتبه به إلى تدمير منزل بالكامل، مما أسفر عن مقتل طفل وإصابة 17 شخصًا.[21]
- 29 أغسطس 2012: في نيو ميلفورد، كونيتيكت، تسبب تسرب غاز البروبان في انفجار أسفر عن مقتل رجل كان يساعد الأسرة وإصابة صاحب المنزل وابن الرجل المتوفى بجروح خطيرة.
- 10 نوفمبر 2012: انفجار حي ريتشموند في إنديانابوليس نتيجة انفجار غاز طبيعي، أسفر عن مقتل شخصين وإصابة 20 آخرين، وألحق أضرارًا بقيمة 4.4 مليون دولار ودمر 33 منزلًا بالكامل. لاحقًا، تم اتهام أربعة أشخاص، بمن فيهم مالك المنزل، بتدبير الانفجار للحصول على تعويض التأمين.[22]
- 23 نوفمبر 2012: في سبرينغفيلد، ماساتشوستس، تسبب انفجار غاز طبيعي في تدمير مبنيين وإلحاق الضرر بـ 42 مبنى آخر، وإصابة 21 شخصًا، بينهم 12 من رجال الإطفاء، دون تسجيل وفيات.[23]
- 6 أغسطس 2013: انفجار غاز في روزاريو، الأرجنتين، أسفر عن مقتل 21 شخصًا.[24]
- 12 مارس 2014: انفجار غاز في شقق إيست هارلم، نيويورك، أدى إلى مقتل 8 أشخاص وإصابة أكثر من 70 آخرين.[25]
- 31 يوليو 2014: انفجارات غاز كاوشيونغ، تايوان، بسبب تسرب غاز تحت الطرق العامة.[26]
- 26 مارس 2015: انفجار الغاز في إيست فيليدج، نيويورك، ناتج عن توصيل غير قانوني لأنبوب غاز، أسفر عن مقتل شخصين، وإصابة 19، وتدمير 3 مبانٍ.[27]
- 15 سبتمبر 2015: في بنسفيل، نيوجيرسي، أدى انفجار خط غاز رئيسي إلى تدمير مبنى بالكامل. لم يصب أحد، ولكن المنازل المجاورة تعرضت لأضرار كبيرة. لاحقًا، تم تغريم الشركة المسؤولة 300,000 دولار أمريكي بسبب انتهاكات السلامة.[28][29]
- 3 يونيو 2016: انفجار غازي في مدينة أورك، هولندا، دمر 3 منازل بالكامل وأصاب 3 أشخاص.[30]
- 3 يوليو 2016: في ميلفيندال، ميشيغان، أدى اصطدام سيارة بأنبوب غاز كبير إلى انفجار وحريق دون وقوع إصابات.
- 27 سبتمبر 2016: انفجار غازي في برونكس، نيويورك، أدى إلى وفاة قائد في FDNY أثناء أداء واجبه، وتم الكشف عن مختبر مخدرات غير قانوني في الموقع.
- 10 أغسطس 2016: انفجار غازي في شقة في سيلفر سبرينغ، ميريلاند، أدى إلى مقتل 7 أشخاص وإصابة أكثر من 40.[31]
- 2 أكتوبر 2016: انفجار غاز في بورتلاند، أوريغون، ناتج عن حادث أثناء البناء، أدى إلى إصابة 8 أشخاص وتدمير مبنى بالكامل، وتسبب في أضرار بقيمة 17.2 مليون دولار.
- 2 يوليو 2017: تسرب غاز في منزل بمانور تاونشيب، بنسلفانيا، أسفر عن مقتل عامل بشركة الغاز وإصابة 3 أشخاص آخرين.[32]
- 10 يوليو 2018: انفجار غاز في صن بريري، ويسكونسن، ناتج عن سوء تواصل بين عمال البناء، أدى إلى مقتل شخص وإصابة 11[33] وتدمير نصف حي بالكامل.[34]
- 13 سبتمبر 2018: في ولاية ماساتشوستس، تسببت مجموعة من 60 إلى 100 انفجار وحريق بسبب الغاز الطبيعي في إخلاء مناطق واسعة، مما أسفر عن مقتل شخص وإصابة عدة آخرين.[35]
- 9 أكتوبر 2018: انفجار خط أنابيب غاز في برينس جورج، كندا، لم يسفر عن وفيات أو إصابات.[36]
- 12 يناير 2019: انفجار غازي في باريس، فرنسا، داخل مخبز، أدى إلى مقتل 4 أشخاص وإصابة نحو 40.[37]
- 18 يناير 2019: انفجار خط أنابيب في تلاويليلبان، المكسيك، ناتج عن سرقة وقود، أسفر عن مقتل 66 شخصًا وإصابة 76 آخرين.[38]
- 10 أبريل 2019: انفجار غازي في وسط مدينة دورهام، كارولاينا الشمالية[39]، أدى إلى مقتل شخصين وإصابة 25 آخرين.
- 10 مايو 2019: انفجار غازي في محطة وقود ومتجر في بوينا فيستا، فيرجينيا، أسفر عن مقتل 4 أشخاص.[40]
- 19 مايو 2019: انفجار غازي في منزل في جيفرسونفيل، إنديانا، أدى إلى مقتل شخص وإصابة اثنين آخرين.[41]
- 6 يوليو 2019: انفجار غازي في مركز تسوق في بلانتيشن، فلوريدا، أدى إلى إصابة 20 شخصًا، اثنان منهم إصابتهما خطيرة، وتسبب في أضرار جسيمة للمباني المجاورة.[42]
- 19 يوليو 2019: انفجار غازي في كرايستشيرش، نيوزيلندا، دمر منزلًا بالكامل وألحق أضرارًا بالمنازل المجاورة، مما أدى إلى إصابة 6 أشخاص.[43]
- 10 أغسطس 2019: انفجار شاحنة غاز في موروغورو، تنزانيا، أدى إلى مقتل 75 شخصًا وإصابة 55 آخرين على الأقل.[44]
- 16 سبتمبر 2019: انفجار ناتج عن تسرب البروبان في ولاية ماين، أدى إلى مقتل رجل إطفاء وإصابة 7 آخرين.[45]
- 6 ديسمبر 2019: انفجار غازي في بريشوف، سلوفاكيا، أدى إلى مقتل 7 أشخاص وإصابة 40 آخرين[46]

### 2020

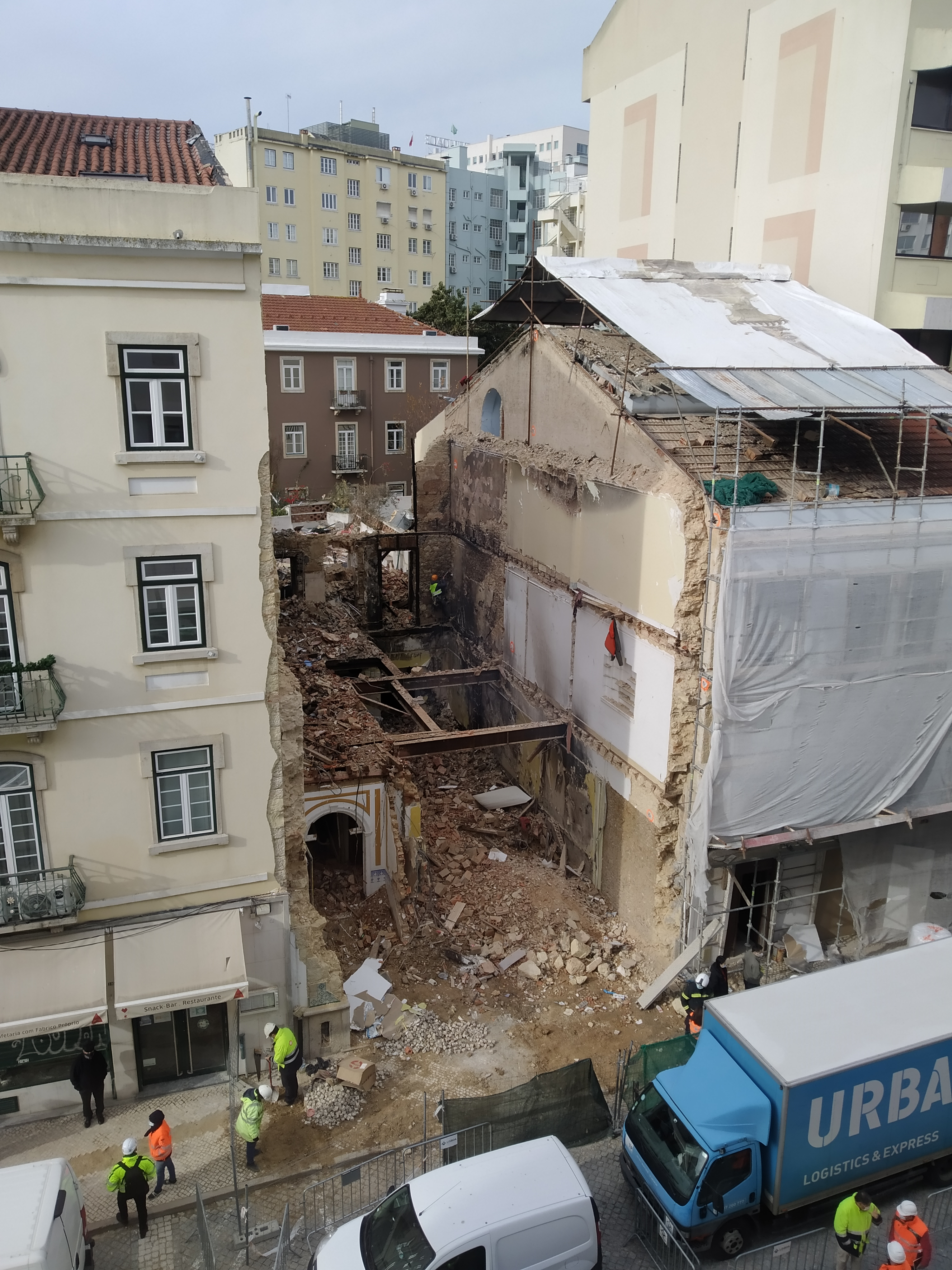
آثار انفجار الغاز عام 2020 في روا دي سانتا مارتا ، لشبونة

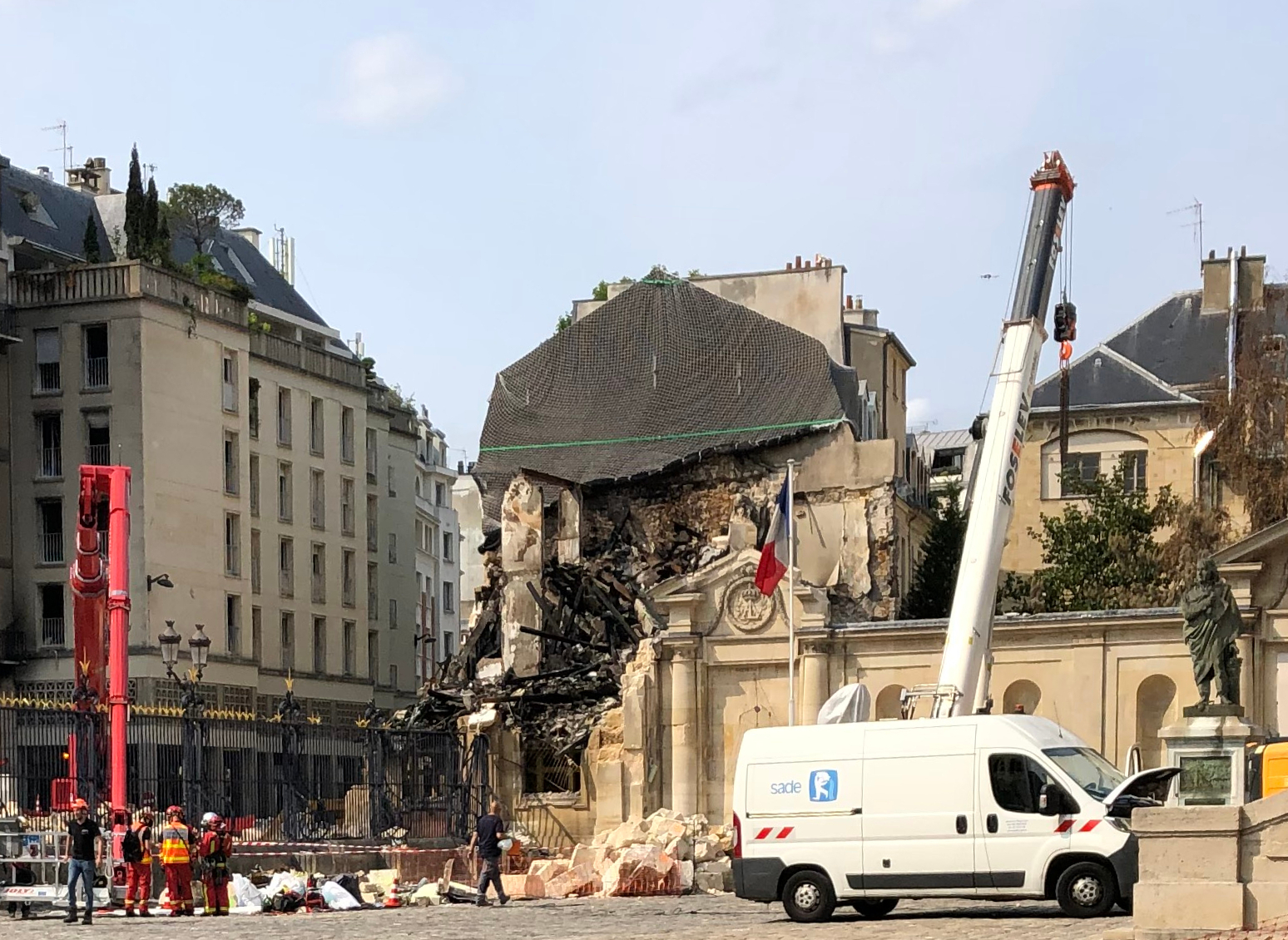
عواقب انفجار الغاز في عام 2023

- 30 يوليو 2020: دُمِّر مطعم شابو شابو في كورياما، بمحافظة فوكوشيما في اليابان بسبب انفجار غازي، مما أسفر عن مقتل رجل واحد وإصابة 19 آخرين.[47]
- 10 أغسطس 2020: وقع انفجار غازي في بالتيمور، ميريلاند، أسفر عن مقتل امرأة وإصابة شخصين آخرين بجروح خطيرة، كما أدى إلى محاصرة خمسة أشخاص تحت أنقاض ثلاثة منازل انهارت بسبب الانفجار.[48]
- 20 ديسمبر 2020: دُمِّر مبنى مكون من أربعة طوابق مقابل مستشفى سانت مارثا في لشبونة، البرتغال، بسبب انفجار غازي، مما أدى إلى مقتل رجلين وإصابة خمسة أشخاص آخرين.[49]
- 20 يناير 2021: وقع انفجار غازي في مدريد، إسبانيا، مما أسفر عن مقتل أربعة أشخاص وإصابة عشرة آخرين.
- 3 فبراير 2021: تسبَّب انفجار غازي في إلحاق أضرار بمنزل في سبرينغفيلد، فرجينيا، وأدى إلى إصابة ثلاثة أشخاص.[50]
- 17 فبراير 2021: دُمِّر منزل في مانشستر، إنجلترا، بسبب انفجار غازي، مما أدى إلى مقتل شخص وإصابة اثنين آخرين.
- 4 مايو 2021: انفجار غازي يهدم منزلاً في ويلزبورو، إنجلترا، وإصابة سبعة أشخاص، اثنان منهم في حالة حرجة.[51]
- 16 مايو 2021: وقع انفجار غازي بالقرب من هايشام، لانكشاير، أدى إلى تدمير منزلين وإلحاق ضرر جسيم بآخر، مما أسفر عن مقتل طفل وإصابة أربعة بالغين.[52]
- 16 مارس 2022: انفجار غازي يدمِّر مبنى مكونًا من ثمانية طوابق في كاسال دي ساو براس، أمدورا، لشبونة، ويصيب 15 شخصًا.[53]
- 6 مايو 2022: تسبَّب انفجار غازي في إلحاق أضرار بمبنى مكون من أربعة طوابق في مدريد، مما أسفر عن مقتل شخصين وإصابة 18 آخرين.[54]
- 6 مايو 2022: انفجار في فندق ساراتوجا في هافانا، كوبا، بسبب تسرب غازي من شاحنة كانت متوقفة بالخارج، مما أدى إلى مقتل 45 شخصًا وإصابة 97 آخرين.
- 26 يونيو 2022: دُمِّر منزل في برمنغهام وتضررت العديد من السيارات والمنازل المجاورة، مما أدى إلى مقتل امرأة وإصابة رجل.[55]
- 8 أغسطس 2022: دُمِّر منزل في ثورنتون هيث، جنوب لندن، بسبب انفجار غازي، مما أسفر عن مقتل فتاة تبلغ من العمر أربع سنوات وإصابة آخرين. وكان السكان قد أبلغوا عن رائحة غاز قوية قبل الانفجار.
- 24 ديسمبر 2022: انفجار شاحنة غاز في بوكسبورغ، جنوب أفريقيا، بعد أن علقت تحت جسر بالقرب من مستشفى تامبو التذكاري، مما أدى إلى وقوع أضرار جسيمة.[56]
- 21 يونيو 2023: وقع انفجار غازي في ينشوان، الصين، عشية مهرجان قوارب التنين في شارع مزدحم، بسبب تسرب غاز البترول المسال داخل مطعم، مما أدى إلى مقتل 31 شخصًا.[57]
- 21 يونيو 2023: انفجار غازي يدمر أكاديمية باريس الأمريكية في وسط باريس، فرنسا، مما أسفر عن مقتل ثلاثة أشخاص وإصابة 50 آخرين.[58]
- 1 فبراير 2024: انفجار غازي في العاصمة الكينية نيروبي بسبب مصنع غير مرخص لتعبئة غاز الطهي، مما أدى إلى مقتل ثلاثة أشخاص وإصابة 280 آخرين.[59]
- 29 ديسمبر 2024: انفجار غازي في أكاديمية الشرطة بالقاهرة، مصر، أدى إلى مقتل ثلاثة ضباط وإصابة اثنين آخرين.[60]
- 13 فبراير 2025: انفجار غازي في متجر شين كونغ ميتسو كوشي في تايتشونغ، تايوان، مما أسفر عن مقتل أربعة أشخاص وإصابة 38 آخرين.[61]